# Katherine Chancellor
Katherine Chancellor  (născută Shepard, anterior Reynolds, Thurston, Sterling și Murphy; 1928-2013) este un personaj fictiv din serialul TV american Tânăr și neliniștit, interpretat de actrița Jeanne Cooper din noiembrie 1973 și până în 3 mai 2013. O mare parte din acțiunea serialului se concentrează asupra conflictului dintre Kay Chancellor și Jill Abbott Fenmore, cea mai lungă rivalitate din istoria serialelor dramatice. Jeanne Cooper a câștigat un premiu Daytime Emmy Award pentru întreaga activitate în 2004 și premiul pentru cea mai bună actriță în rolul principal în 2008.

## Distribuție și impact
Jeanne Cooper s-a alăturat serialului în toamna anului 1973, remarcându-se în deceniile care au urmat pentru prezența continuă într-un rol principal, la momentul decesului ocupând a opta poziție în topul vechimii actorilor americani în același rol. În ultimii ani sănătatea actriței s-a deteriorat, fapt pentru care în noiembrie 2011 rolul a fost redistribuit temporar actriței Michael Learned. Cooper a revenit câteva săptămâni mai târziu, continuând să joace rolul până în primăvara anului 2013. Actrița s-a stins din viață în dimineața zilei de 8 mai 2013, decesul fiind anunțat prin intermediul rețelelor de socializare Facebook și Twitter de către fiul cel mare al acesteia, actorul Corbin Bernsen. Vestea a circulat imediat în mass-media, ocupând în cele mai multe cazuri prima pagină a ziarelor americane. 
Jill Farren Phelps, producător executiv al serialului, a anunțat ulterior că „Tânăr și neliniștit” nu intenționează să redistribuie rolul. Serialul și-a întrerupt cursul pentru un episod întreg, în cadrul căruia actorii care au jucat de-a lungul timpului în serial alături de Cooper i-au adus un ultim omagiu.

## Deces și urmări
Decesul personajului a fost anunțat din rațiuni de scenariu câteva luni după moartea propriu-zisă a actriței. La începutul lui septembrie fiind organizată o ceremonie în memoria lui Katherine Chancellor. Funerariile au fost oficiate de părintele Todd Williams, rolul jucat de fiul actriței, Corbin Bernsen, care a adus pentru episod o parte din cenușa lui Cooper. La sfârșitul episodului producătorii au proiectat o hologramă a actriței pentru a sugera o ultimă apariție eterică a personajului.

## Copii
- Brock Reynolds (fiu, cu Gary)
- Tucker McCall (fiu; cu Arthur)

## Nepoți
- Mackenzie Browning (nepoată, prin Brock)
- Devon Hamilton (nepot, prin Tucker)

## Căsătorii
- Gary Reynolds [?-1961] (văduvită)
- Phillip Chancellor II [1961 - 1976] (văduvită)
- Derek Thurston [1977 - 1981] (divorțată)
- Rex Sterling [1988 - 1990] (anulată), [1992 - 1994] (văduvită)
- Patrick Murphy [2009 - 2013] (văduvit)